# Nurobod (dystrykt)
Nurobod – dystrykt w Tadżykistanie, w Rejonach Administrowanych Centralnie. Stolicą dystryktu jest miasto Darband.

## Podział administracyjny
Dżamoat dzieli się na następujące dystrykty:
- Darband
- Hakimi
- Humdon
- Komsomolobod
- Mujiharf
- Nawdonak
- Nurobod
- Samsolik
- Jakhak-Just